# Hôtel de ville de Binche
L’hôtel de ville de Binche est situé sur la Grand-Place de Binche. Son beffroi, classé depuis le 15 janvier 1936, relève du Patrimoine majeur de Wallonie et fait partie des beffrois de Belgique et de France classés au patrimoine mondial de l'Unesco depuis le 1er décembre 1999.

## Histoire

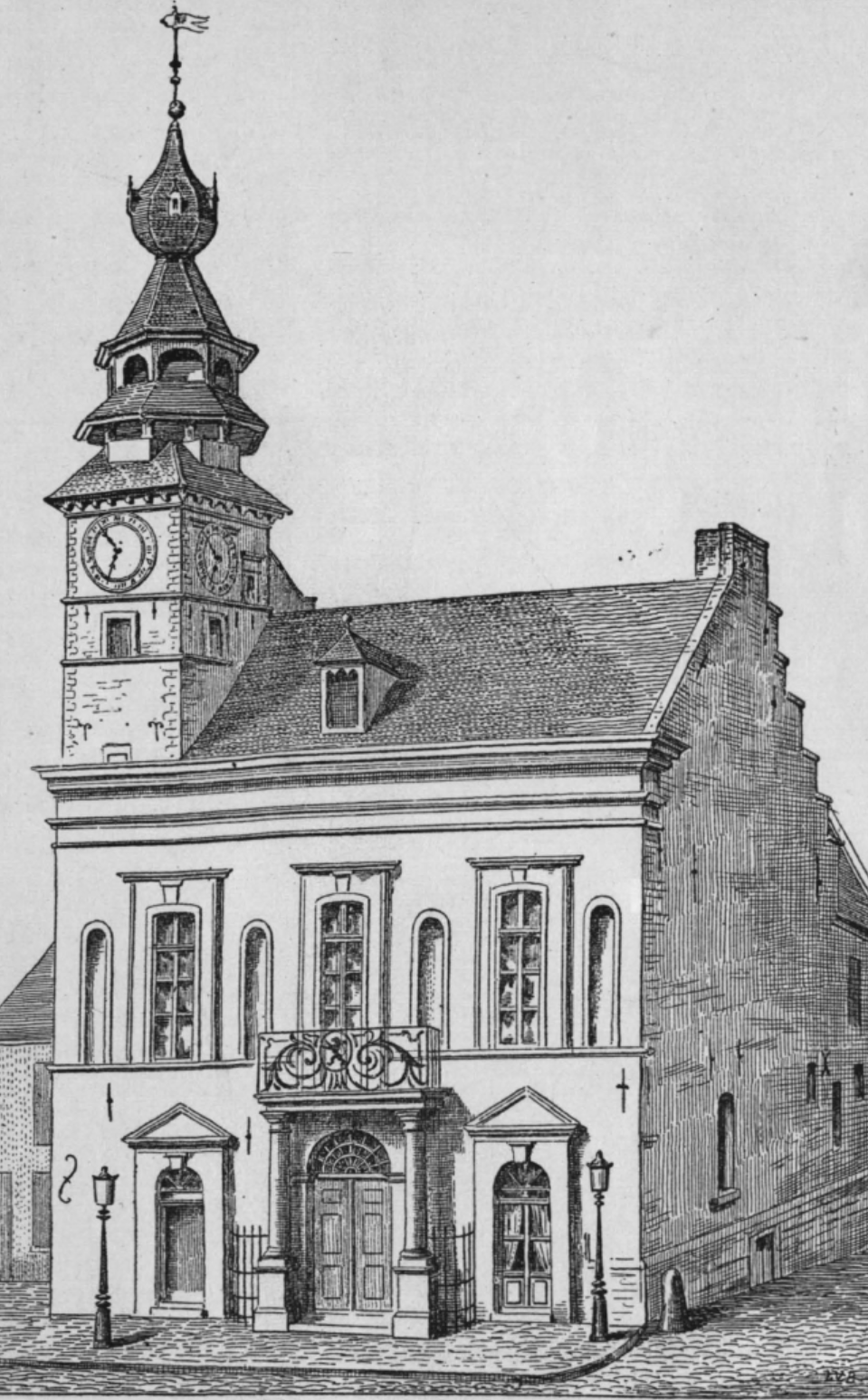
L'hôtel de ville avec la façade néo-classique de Laurent-Benoît Dewez, avant la restauration de Pierre Langerock.

La date de construction de l'hôtel de ville est incertaine, mais les trois arcades gothiques du rez-de-chaussée et la base du beffroi, en grès de Bray, dateraient du XIVe siècle. L'édifice serait situé à l'emplacement de la première « maison dou bourc » ou « loge delle ville » attestée dès le XIIIe siècle. 
La fondation de l’hôtel de ville de Binche est liée au développement économique de la cité et à l’émergence des libertés communales. dont Binche est une des premières villes du Hainaut à bénéficier de franchises municipales. Le beffroi, qui en est le témoin et qui a longtemps servi de poste de guet, surmonte l’édifice qui servait auparavant de halle, de boucherie communale et de lieu de réunion du magistrat. 
Lors la mise à sac de la ville par les troupes d’Henri II, en 1554, l’hôtel de ville est incendié. La restauration de l'hôtel de ville et des autres bâtiments publics détruits et endommagés est confiée par Marie de Hongrie à Jacques Du Brœucq, architecte montois.
En 1774, l’architecte Laurent-Benoît Dewez, qui dirigeait alors le chantier de l'abbatiale de Bonne-Espérance, appose sur la façade un décor de stuc et de plâtre qui lui donne une allure de style néo-classique. La façade est rehaussée et le beffroi engoncé dans la toiture. 
De 1896 à 1899, l'édifice, vétuste, fait l'objet d'une restauration sous la direction de l'architecte Pierre Langerock et avec la collaboration de l'historien Ernest Matthieu. Après enlèvement du décor de Dewez, on retrouve la muraille primitive d'apparence renaissance et quatre cartouches sont apposés sur la façade.

## Description

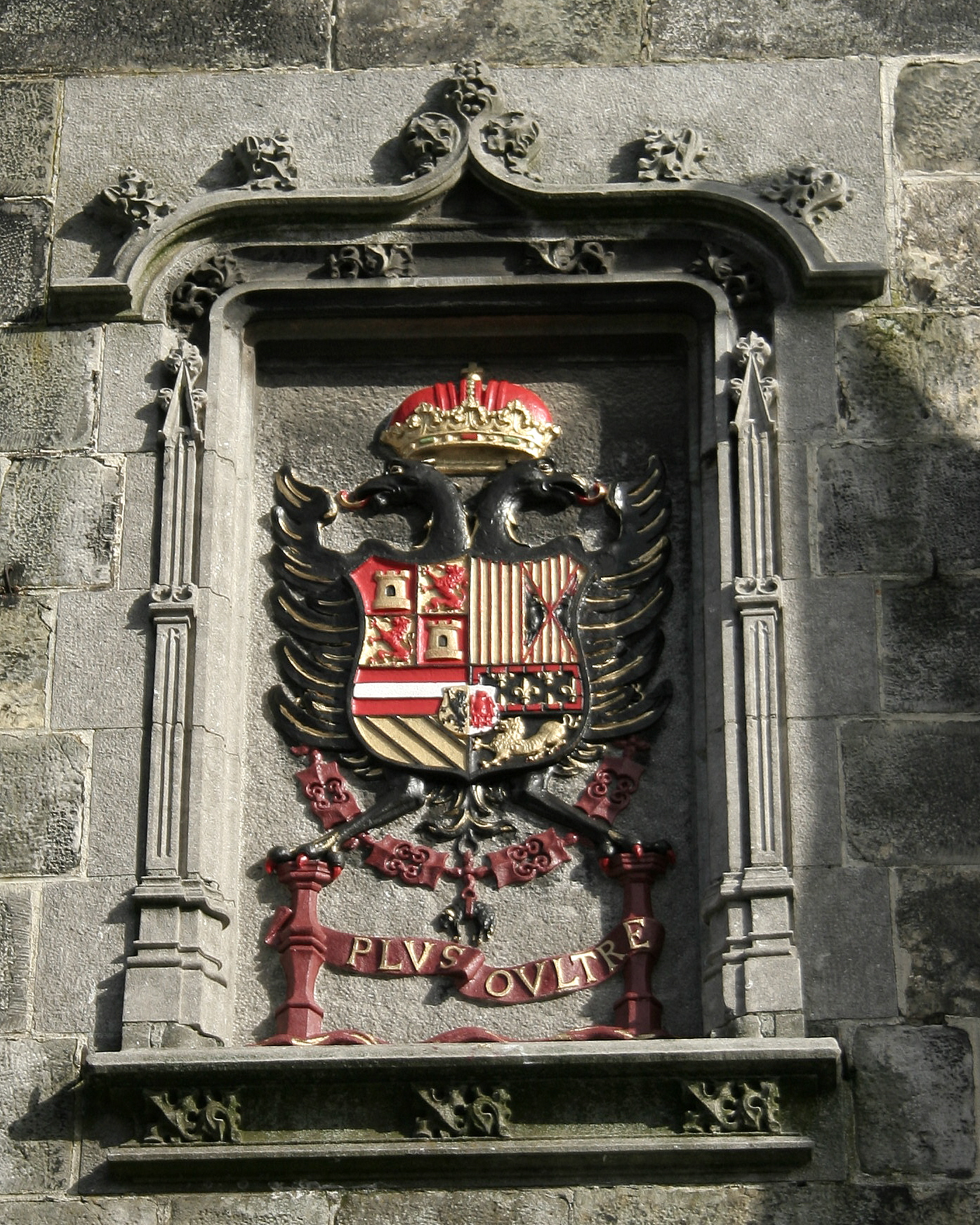
Les armoiries de Charles Quint.

L'hôtel de ville de Binche est un bâtiment gothique tardif à deux niveaux, construit en grès de Bray pour la face principale vers la place, en briques et grès vers la rue des Boucheries. Il intègre au rez-de-chaussée trois arcades gothiques moulurées. 
Un beffroi où se superposent cinq registres inégaux en briques émerge du corps de l'édifice. Il abrite trois cadrans d’horloge encastrés dans les baies du niveau supérieur. Le campanile octogonal, couvert d'ardoises, est surmonté d’une flèche bulbeuse d’inspiration baroque. 
En façade, les deux cartouches superposés en pierre calcaire, à décoration gothique, arborent les armes de Charles Quint et le monogramme de sa sœur Marie de Hongrie.

## Galerie

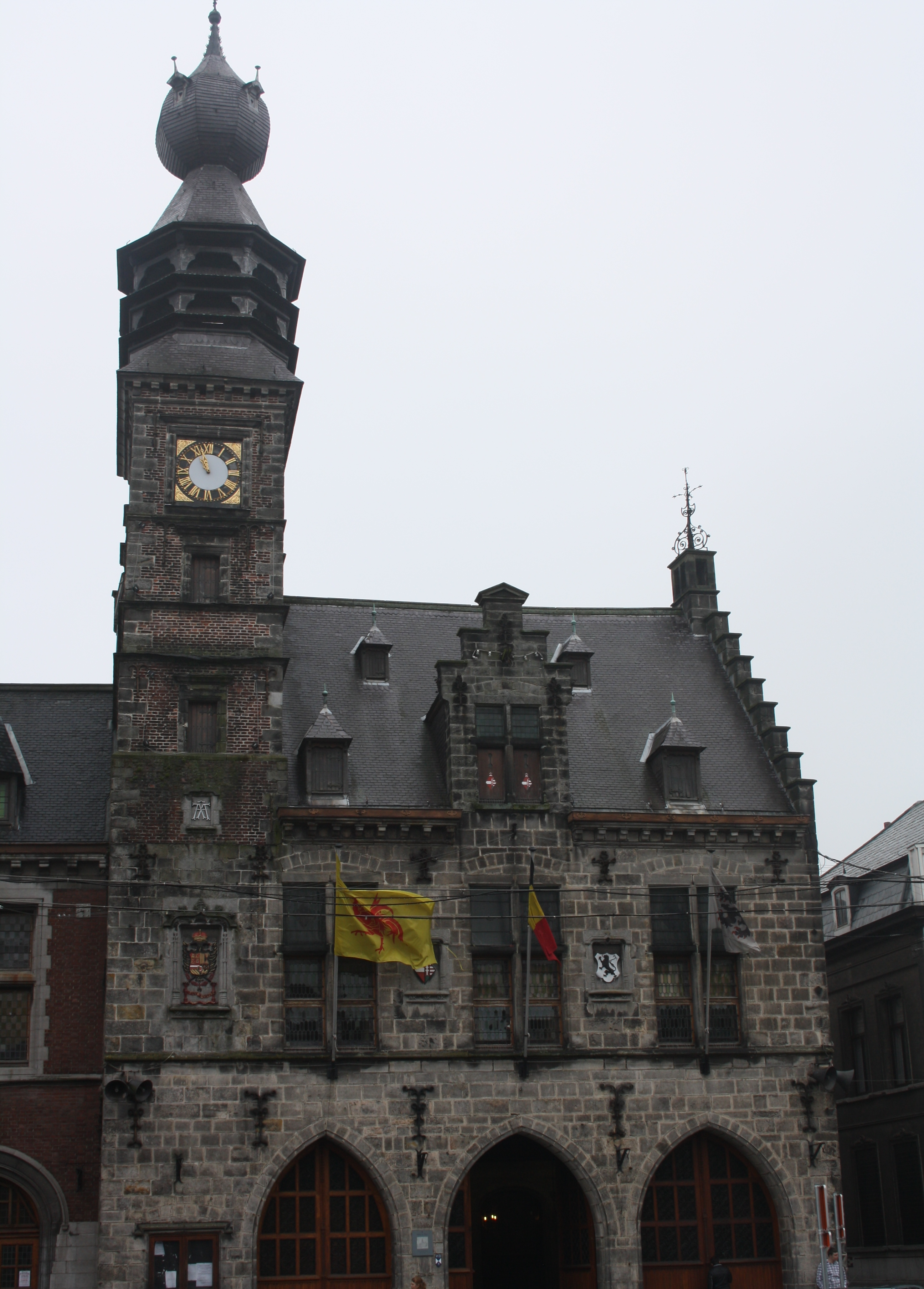
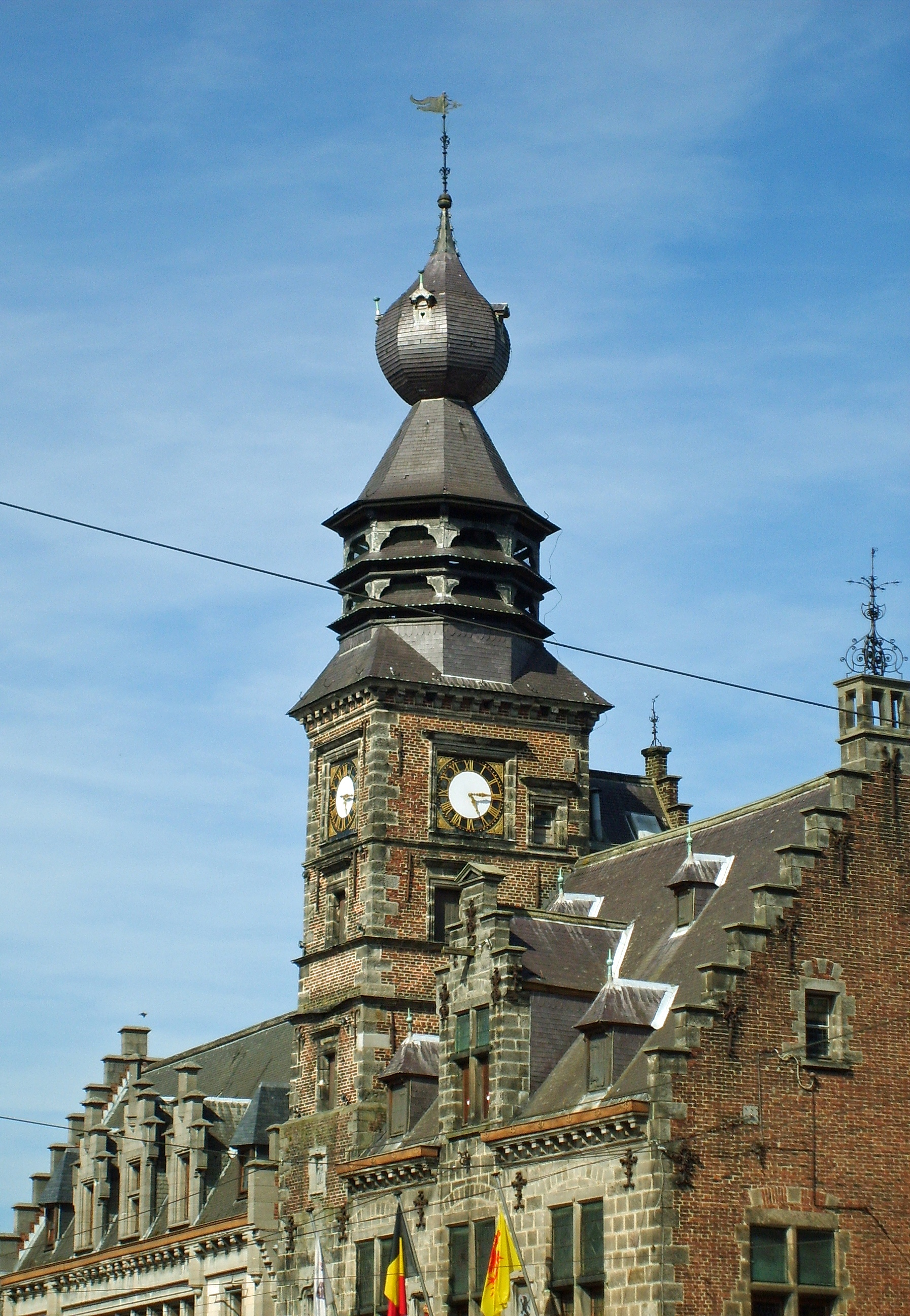
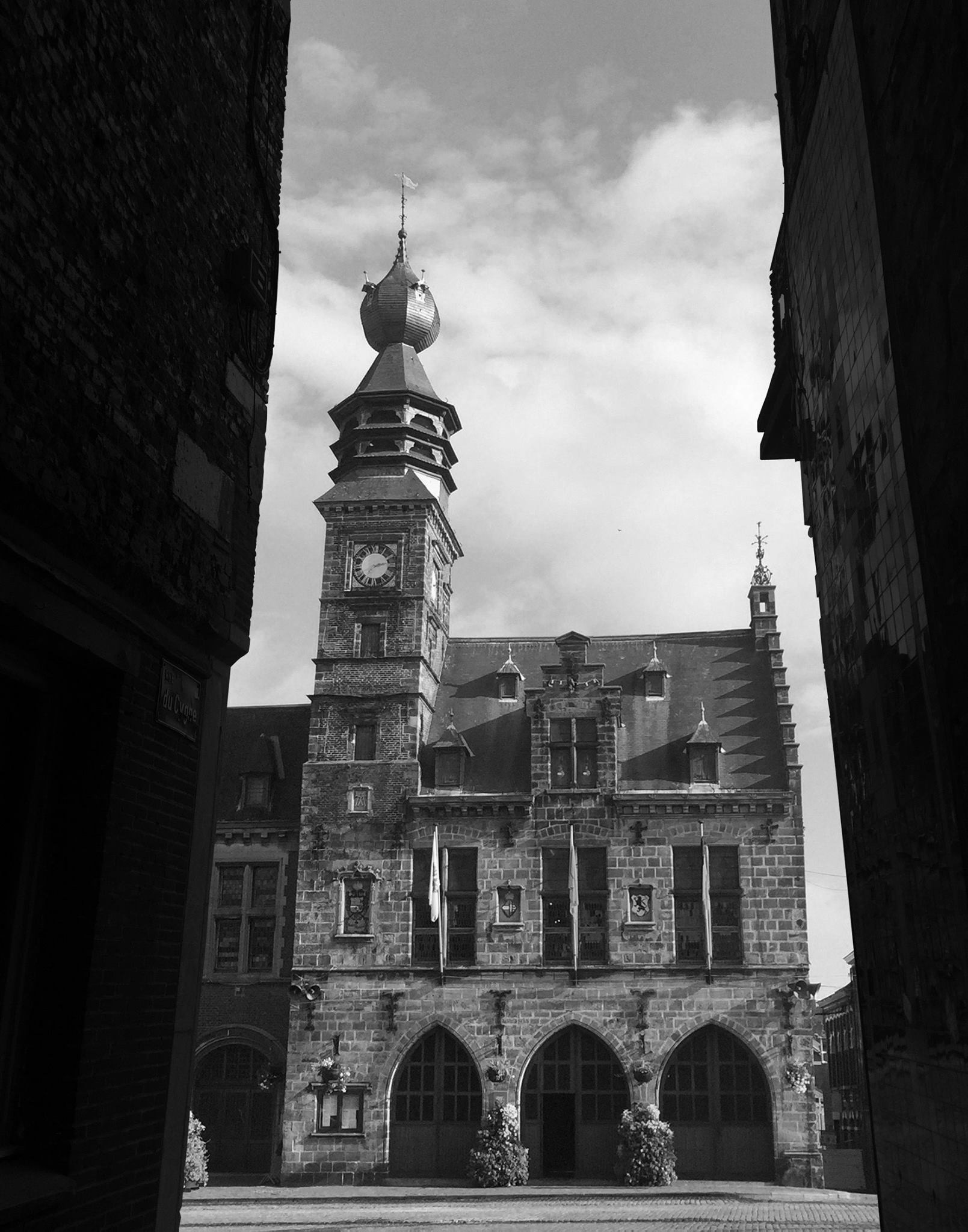
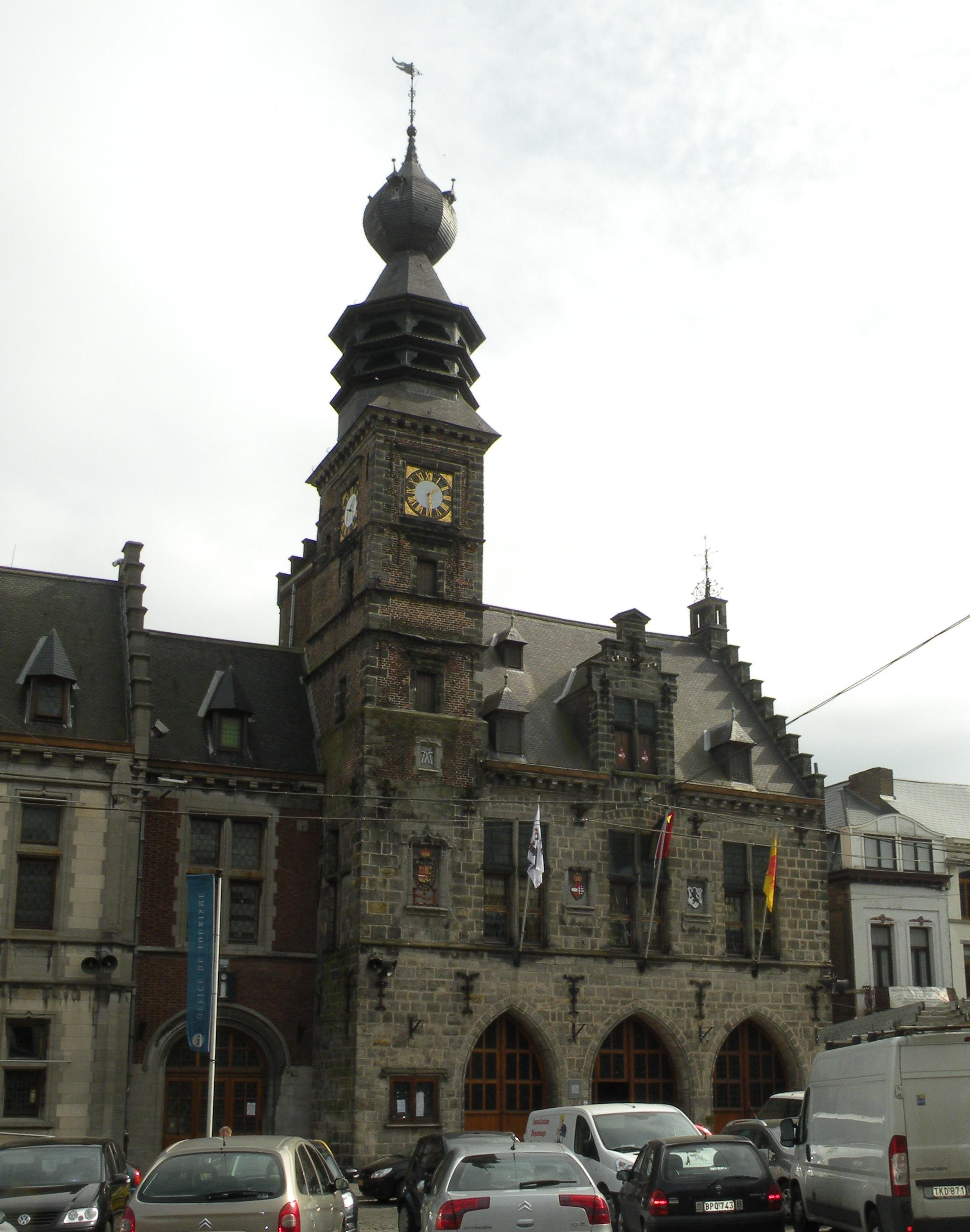